# Nicolas Benezet
Nicolas Benezet (Montpellier, 24 de febrero de 1991) es un futbolista francés. Juega como centrocampista o delantero y su equipo es el Olympique Alès del Championnat National 3.

## Clubes
| Club                   | País           | Año       |
| ---------------------- | -------------- | --------- |
| Nîmes Olympique        | Francia        | 2011-2013 |
| Évian Thonon Gaillard  | Francia        | 2013-2015 |
| S. M. Caen (cedido)    | Francia        | 2015      |
| E. A. Guingamp         | Francia        | 2015-2020 |
| Toronto F. C. (cedido) | Canadá         | 2019      |
| Colorado Rapids        | Estados Unidos | 2020-2021 |
| Seattle Sounders F. C. | Estados Unidos | 2021-2022 |
| Nîmes Olympique        | Francia        | 2022-2023 |
| Karmiotissa F. C.      | Chipre         | 2023      |
| E. S. Grau-du-Roi      | Francia        | 2023-2024 |
| Olympique Alès         | Francia        | 2024-     |